# Songs: Ohia (Album)
Songs: Ohia, auch bekannt als The Black Album, ist das erste Musikalbum von Jason Molinas Band Songs: Ohia.

## Veröffentlichung
Das Album wurde am 1. April 1997 von Secretly Canadian veröffentlicht. Es gab die nicht limitierte CD und zwei auf jeweils 500 Kopien limitierte LP Auflagen. Die zwei LP Auflagen unterschieden sich dadurch, dass die eine hand-nummeriert und signiert war und die andere nicht. Alle Original Auflagen tragen die Bestellnummer SC4. 2004 veröffentlichte Secretly Canadian eine LP Neuauflage von Songs: Ohia, diese trägt die Bestellnummer SC 004 und ist nicht limitiert.

## Titelliste
Alle Texte wurden von Jason Molina verfasst.
| #  | Titel          | Länge |
| -- | -------------- | ----- |
| 1  | Cabwaylingo    | 2:19  |
| 2  | Crab Orchard   | 3:18  |
| 3  | Gauley Bridge  | 2:07  |
| 4  | Blue Jay       | 1:41  |
| 5  | Tenskwatawa    | 3:04  |
| 6  | White Sulfur   | 2:48  |
| 7  | Our Republic   | 3:16  |
| 8  | Big Sewell Mt. | 4:43  |
| 9  | Cotton Hill    | 1:40  |
| 10 | Dogwood Gap    | 2:37  |
| 11 | Little Beaver  | 2:07  |
| 12 | Blue Stone     | 2:17  |
| 13 | U.M.W. Pension | 3:23  |